# Procyliosoma
Procyliosoma (англ.) — род двупарноногих многоножек, единственный в составе семейства Procyliosomatidae из отряда Sphaerotheriida (Diplopoda). Около 10 видов.

## Распространение
Представлен только в Австралии и на Новой Зеландии.

## Описание
Тело имеет длину от 20 до 35 мм. Передние телоподы с 4 подомерами, формирующими клешни. Задние телоподы с тремя телоподитомерами. Ноги без коксальных выступов. 13-й тергит частично слит с анальным диском. Стридуляционный орган на телоподах отсутствует.

## Классификация
Около 10 видов, который с 2009 года выделяют в монотипическое семейство Procyliosomatidae Wesener & Vanden Spiegel, 2009. Ранее род включался в состав семейства Sphaerotheriidae. Семейство рассматривается как наиболее базальное в составе отряда.
- Procyliosoma andersoni (Verhoeff, 1928) — Новый Южный Уэльс
- Procyliosoma aurivillii Silvestri, 1917 — Квинсленд
- Procyliosoma castaneum (Verhoeff, 1924) — Квинсленд
- Procyliosoma delacyi (White, 1859) — Новая Зеландия
- Procyliosoma dorrigense (Verhoeff, 1928) — Новый Южный Уэльс
- Procyliosoma leae Silvestri, 1917 — Тасмания
- Procyliosoma leiosomum Hutton, 1877 — Новая Зеландия
- Procyliosoma tasmanicum Silvestri, 1917 — Тасмания
- Procyliosoma tuberculatum Silvestri, 1917 — Новая Зеландия
- Procyliosoma walesianum (Karsch, 1881) — Новый Южный Уэльс